# José Riveiro
José Riveiro (Vigo, 15 settembre 1975) è un allenatore di calcio spagnolo, tecnico dell'Al-Ahly.

## Statistiche

### Statistiche da allenatore
Statistiche aggiornate al 28 maggio 2025. In grassetto le competizioni vinte.
| Stagione               | Squadra                | Campionato             | Campionato | Campionato | Campionato | Campionato | Coppe nazionali | Coppe nazionali | Coppe nazionali | Coppe nazionali | Coppe nazionali | Coppe continentali | Coppe continentali | Coppe continentali | Coppe continentali | Coppe continentali | Altre coppe | Altre coppe | Altre coppe | Altre coppe | Altre coppe | Totale | Totale | Totale | Totale | % Vittorie | Piazzamento |
| Stagione               | Squadra                | Comp                   | G          | V          | N          | P          | Comp            | G               | V               | N               | P               | Comp               | G                  | V                  | N                  | P                  | Comp        | G           | V           | N           | P           | G      | V      | N      | P      | %          | Piazzamento |
| ---------------------- | ---------------------- | ---------------------- | ---------- | ---------- | ---------- | ---------- | --------------- | --------------- | --------------- | --------------- | --------------- | ------------------ | ------------------ | ------------------ | ------------------ | ------------------ | ----------- | ----------- | ----------- | ----------- | ----------- | ------ | ------ | ------ | ------ | ---------- | ----------- |
| 2019                   | Inter Turku            | VL                     | 22+5       | 13+2       | 3          | 6+3        | SC              | 7               | 4               | 0               | 3               | UEL                | 2                  | 1                  | 0                  | 1                  | -           | -           | -           | -           | -           | 36     | 20     | 3      | 13     | 55,56      | 2°          |
| 2020                   | Inter Turku            | VL                     | 22         | 12         | 5          | 5          | SC              | 9               | 5               | 2               | 2               | UEL                | 1                  | 0                  | 0                  | 1                  | -           | -           | -           | -           | -           | 32     | 17     | 7      | 8      | 53,13      | 2°          |
| 2021                   | Inter Turku            | VL                     | 22+5       | 12+2       | 3          | 7+3        | SC              | 5               | 4               | 0               | 1               | UEL                | 2                  | 0                  | 1                  | 1                  | -           | -           | -           | -           | -           | 34     | 18     | 4      | 12     | 52,94      | 4°          |
| Totale Inter Turku     | Totale Inter Turku     | Totale Inter Turku     | 66+10      | 37+4       | 11         | 18+6       |                 | 21              | 13              | 2               | 6               |                    | 5                  | 1                  | 1                  | 3                  |             | -           | -           | -           | -           | 102    | 55     | 14     | 33     | 53,92      |             |
| 2022-2023              | Orlando Pirates        | PD                     | 30         | 16         | 6          | 8          | NC              | 5               | 4               | 1               | 0               | -                  | -                  | -                  | -                  | -                  | MTN 8       | 4           | 3           | 1           | 0           | 39     | 23     | 8      | 8      | 58,97      | 2°          |
| 2023-2024              | Orlando Pirates        | PD                     | 30         | 14         | 8          | 8          | NC+CdL          | 5+2             | 5+1             | 0+1             | 0+0             | CCL                | 4                  | 3                  | 0                  | 1                  | MTN 8       | 4           | 3           | 0           | 1           | 45     | 26     | 9      | 10     | 57,78      | 2°          |
| 2024-mag. 2025         | Orlando Pirates        | PD                     | 23         | 18         | 1          | 4          | NC+CdL          | 5+1             | 3+0             | 1+0             | 1+1             | CCL                | 14                 | 8                  | 5                  | 1                  | MTN 8       | 4           | 3           | 1           | 0           | 47     | 32     | 8      | 7      | 68,09      | Dim         |
| Totale Orlando Pirates | Totale Orlando Pirates | Totale Orlando Pirates | 83         | 48         | 15         | 20         |                 | 18              | 13              | 3               | 2               |                    | 18                 | 11                 | 5                  | 2                  |             | 12          | 9           | 2           | 1           | 131    | 81     | 25     | 25     | 61,83      |             |
| mag.-lug. 2025         | Al-Ahly                | PL                     | 1          | 1          | 0          | 0          | CE              | -               | -               | -               | -               | CCL                | -                  | -                  | -                  | -                  | SE+CmC      | 0+3         | 0+0         | 0+2         | 0+1         | 4      | 1      | 2      | 1      | 25,00      | Sub, 1°     |
| Totale carriera        | Totale carriera        | Totale carriera        | 160        | 90         | 26         | 44         |                 | 39              | 26              | 5               | 8               |                    | 23                 | 12                 | 6                  | 5                  |             | 15          | 9           | 4           | 2           | 237    | 137    | 41     | 59     | 57,81      |             |

## Palmarès

### Allenatore

#### Competizioni nazionali
- Coppa del Sudafrica: 2

Orlando Pirates: 2022-2023, 2023-2024
- MTN 8: 3

Orlando Pirates: 2022, 2023, 2024
- Campionato egiziano: 1

Al Ahly: 2024-2025